# John William Morrison
John William Morrison (22 mai 1926 – 22 mars 2000), 2e vicomte Dunrossil, est un diplomate et noble britannique, 125e gouverneur des Bermudes. Il était présent dans la salle d'audience en Afrique du Sud lorsque Nelson Mandela a été condamné à 27 ans d'emprisonnement et a obtenu du matériel pédagogique pour Mandela pour obtenir un diplôme en droit de l'Université de Londres.